# Araneus blumenau
Araneus blumenau Levi, 1991 è un ragno appartenente alla famiglia Araneidae.

## Distribuzione
L'olotipo femminile e il paratipo maschile sono stati rinvenuti in una località del Brasile: a Blumenau, nello stato di Santa Catarina.
Altri esemplari sono stati reperiti in Argentina e Uruguay.

## Tassonomia
Non sono stati esaminati esemplari di questa specie dal 1991
Attualmente, a dicembre 2013, non sono note sottospecie